# Eugene Scalia
Eugene Scalia (Cleveland, 14 agosto 1963) è un politico statunitense, segretario del lavoro nella prima amministrazione Trump dal 2019 al 2021.

## Biografia
Figlio del giudice della Corte Suprema americana Antonin Scalia, frequenta dapprima l'Università della Virginia, dove si laurea con lode in economia e scienze politiche, e poi l'Università di Chicago, dove si laurea in giurisprudenza. 
A partire dal 1985 al 1987 lavorò come assistente per l'allora segretario all'istruzione William Bennett per poi diventare assistente del procuratore generale William Pelham Barr. Per un notevole periodo esercitò la professione di avvocato presso uno studio privato prima a Washington e Los Angeles. Il 18 luglio 2019 venne nominato dal presidente Donald Trump come segretario del lavoro e confermato dal Senato il 26 settembre con 53 voti favorevoli e 44 contrari. Entra in carica il successivo 30 settembre.